# Rezerwat przyrody Surowe
Rezerwat przyrody Surowe – leśny rezerwat przyrody na terenie gminy Czarnia w województwie mazowieckim.
Został utworzony na mocy Zarządzenia Ministra Leśnictwa i Przemysłu Drzewnego z dnia 25 sierpnia 1964 roku.
Celem ochrony jest zachowanie ze względów naukowych i dydaktycznych fragmentu boru świerkowo-sosnowego pochodzenia naturalnego, stanowiącego resztę dawnej Puszczy Myszynieckiej.